# Tira (gastronomia)
La Tira di Cairo Montenotte è, sostanzialmente, un panino, cotto in un forno a legna, nella cui preparazione però, oltre ai normali ingredienti per la preparazione del pane, si aggiunge anche abbondante pasta di salsiccia
Un tempo chiamata “la Regina delle Langhe”, Cairo Montenotte è un borgo medioevale dell’entroterra Savonese, situato sulla sponda sinistra della Bormida di Spigno. Le vestigia del castello dei Del Carretto ne costituiscono uno sfondo suggestivo. Comune un tempo principalmente agricolo, fu oggetto, nel corso degli anni di numerose invasioni barbariche e fu proprio a cavallo tra il ‘700 e l’800, durante la presenza delle truppe Napoleoniche che, secondo la leggenda, nacque la favolosa “Tira”.  Esistono testimonianze storiche che la “Tira” abbia fatto parte della tradizione gastronomica locale ma ai Cairesi piace appagarsi della leggenda secondo la quale essa sarebbe nata in casa di un umile contadino cairese di nome “Gepin” in modo del tutto fortuito e come molte grandi scoperte quasi “per sbaglio”

## La ricetta
Ingredienti
500 g farina (1/2 semola e 1/2 farina 00)
10 g sale
14 g zucchero
12 g lievito
300 g acqua
300 g salsiccia
Istruzioni
Innanzi tutto si realizza l’impasto che poi andrà ad avvolgere il ripieno di salsiccia.
Dopo aver mescolato farina, acqua, lievito sale e zucchero fino ad ottenere un impasto omogeneo, trasferire la pasta in una ciortola e farla lievitare per un’oretta.
Una volta trascorsi i tempi di lievitazione dividere l’impasto e stenderlo e richiuderlo attorno al ripieno di salsiccia, formando dei filoncini di circa 20 cm
Lasciare lievitare le tire per un’altra ora ed infine cuocerle in forno preriscaldato a 180° per 15 minuti.

## La leggenda
Si racconta che le truppe Napoleoniche, le quali dopo le battaglie della campagna d’Italia della fine del ‘700 avevano gettato le basi per la conquista dei primi territori Italici proprio nelle nostre valli, imperversassero nelle campagne alla ricerca di cibo. Gepin, ignaro delle scorrerie, aveva ucciso il maiale e dopo la lavorazione delle carni si accingeva a insaccarle per garantirne la conservazione nei mesi successivi, ma mentre era intento nell’operazione, vide i soldati avanzare verso la sua dimora.
Velocemente Gepin nascose la carne nel posto più vicino e a portata di mano: la madia. I soldati a caccia di cibo e riposo si fermarono nella cascina, e consumato il poco cibo trovato, si abbandonarono a un agognato riposo e dopo alcune ore ripartirono. Gepin corse allora a recuperare la carne, ma nella madia non c’era più: era sparita. La farina, che impastata con acqua e lievito riposava nella madia aveva avvolto completamente la carne e non era più possibile separare l’una dall’altra. Troppo prezioso il cibo per potersi permettere di sprecarlo ed allora Gepin decise di farne delle pagnottelle che, una volta cotte nel forno, divennero le succulenti “Tire”.